# Postman (Software)
Postman ist eine proprietäre Programmierschnittstellen (API)-Plattform, auf der Entwickler ihre APIs entwerfen, erstellen, testen und weiterentwickeln können.
Das Unternehmen hat seinen Hauptsitz in San Francisco und unterhält ein Büro in Bengaluru, wo es gegründet wurde.

## Geschichte
Postman begann 2012 als Nebenprojekt des Software-Ingenieurs Abhinav Asthana, der API-Tests vereinfachen wollte, während er bei Yahoo Bengaluru arbeitete. Er startete Postman als kostenlose App im Chrome Web Store. Als die Nutzung der App zunahm, rekrutierte Abhinav seine ehemaligen Kollegen Ankit Sobti und Abhijit Kane, um Postman Inc. zu gründen. Die drei Mitbegründer leiten das Unternehmen heute, wobei Abhinav als CEO und Sobti als CTO fungieren.

## Produkte
- API-Repository: Ermöglicht es Benutzern, API-Artefakte in einer zentralen Plattform innerhalb von öffentlichen, privaten oder Partnernetzwerken zu speichern, zu katalogisieren und gemeinsam zu nutzen.[5]
- API-Ersteller: Unterstützt die Implementierung eines API-Design-Workflows durch Spezifikationen wie OpenAPI, GraphQL und RAML. Integriert verschiedene Source Controls, CI/CD, Gateways und APM-Lösungen[6]
- Werkzeuge: API-Client, API-Design, API-Dokumentation, API-Tests, Mock-Server und API-Erkennung[7]
- Intelligenz: Sicherheitswarnungen, API-Repository-Suche, Arbeitsbereiche, Berichterstattung, API-Governance[8]
- Arbeitsbereiche: Öffentliche, private und Partner-Arbeitsbereiche ermöglichen es Entwicklern, intern und extern zusammenzuarbeiten.[9]

## Preismodell
Postman bietet ein abgestuftes Preismodell. Die Optionen reichen von einem kostenlosen Plan für kleine Teams bis hin zu Unternehmensplänen, die Tausende von Entwicklern bedienen können und benutzerdefinierte Domänen, Berichte, Analysen, Governance und Unternehmensintegrationen mit GitHub und GitLab bieten.

## Eigentümerschaft
Postman befindet sich in Privatbesitz und wird von Nexus Venture Partners, CRV, Insight Partners, Coatue Management, Battery Ventures, und Mary Meeker’s BOND finanziert.